# Parthénies
En Grèce antique, les Parthénies ou Parthéniens (en grec ancien οἱ Παρθενίαι / hoi Partheníai, littéralement « fils de vierges », c'est-à-dire de jeunes filles non mariées) sont une population spartiate de rang inférieur qui, selon la tradition, part fonder en Grande Grèce la ville de Tarente, dans l'actuelle région des Pouilles, en Italie.

## Origine des Parthénies

### Traditions
Au moins trois traditions distinctes rapportent l'origine des Parthénies. Celle d'Antiochos de Syracuse, contemporain de Thucydide cité par Strabon, dit que les Spartiates, pendant la première guerre de Messénie (fin du VIIIe siècle av. J.-C.), avaient rejeté comme lâches ceux qui n'avaient pas combattu, ainsi que leur descendance : selon Antiochos, lors de la guerre de Messénie, ceux des Lacédémoniens qui ne prirent pas part à l'expédition furent décrétés esclaves et appelés Hilotes ; quant aux enfants nés pendant l'expédition, on les appela Parthénies et on les déchut de tout droit. Les Parthénies sont donc les premiers tresantes (« tremblants »), catégorie qui regroupe les lâches et de ce fait est exclue de la communauté des Homoioi, les Égaux. Les Parthénies auraient comploté contre les Égaux et, découverts, auraient été chassés de Sparte, d'où leur départ pour l'Italie et la fondation de Tarente, dont la date est fixée en 706 av. J.-C. — ce que l'archéologie confirme.
Strabon oppose lui-même le témoignage d'Antiochos à celui d'Éphore de Cumes (IVe siècle av. J.-C.), cité également par Polybe de Mégalopolis, Justin ou encore Denys d'Halicarnasse. Selon ce dernier, les Spartiates jurent, pendant la guerre de Messénie, de ne pas rentrer chez eux tant qu'ils n'auront pas la victoire. La guerre s'éternisant et la démographie de Sparte étant menacée, les Spartiates renvoient chez eux les jeunes gens, qui n'ont pas prêté serment. Ils leur ordonnent de s'unir, autant qu'ils sont, avec toutes les jeunes filles. Les enfants qui naissent de ces unions sont nommées Parthénies.
Une troisième tradition, mentionnée par Servius ou encore Héraclide du Pont, fait des Parthénies des enfants nés hors mariage issus d’infidélités de femmes spartiates, toujours pendant la guerre de Messénie, avec leurs esclaves. Elle est identique à celle qui narre les origines de Locres, en Calabre.
Il existe des variantes à ces trois traditions : Servius, dans le récit de la deuxième tradition, considère que les pères des Parthéniens étaient des esclaves. Aristote,se rattache à la première tradition : une fois le complot des Parthénies découverts, ils sont envoyés fonder Tarente. Il précise que les Parthénies sont « fils des Égaux ».  Mais le motif du complot reste peu clair. Paul Cartledge suggère que le partage des terres de Messénie aurait pu être inégal, ce qui aurait causé leur mécontentement. Justin et Diodore de Sicile indiquent que les faits prennent place lors de la deuxième guerre de Messénie (deuxième moitié du VIIe siècle av. J.-C.), et non la première.
Dans toutes ces versions, le rôle des femmes reste majeur. Les Parthénies sont essentiellement les enfants de jeunes filles non mariées. Les pères, pour leur part, sont soit des lâches, soit des jeunes, soit des « esclaves » : dans tous les cas, ils occupent dans la cité une place marginale. 

## La fondation de Tarente
Aristote indique que les Parthénies sont « envoyés pour coloniser Tarente », conformément à la tradition grecque conseillée par Platon, qui consiste, en cas de trouble politique, à envoyer les séditieux fonder une colonie bien loin de la métropole. Or, la présence des Parthénies à Sparte cause bien un trouble, soit du fait d'un complot, soit de leur existence même, perturbant le corps social ; les fondateurs de Tarente apportent avec eux le culte d'Apollon Hyakinthos, traditionnellement célébré à Amyclées : un certain « nationalisme » amycléen aurait existé parmi les Parthénies. Paul Cartledge soutient que la fondation de Tarente n'est approuvée par Sparte qu’a posteriori. Selon la tradition, les Parthénies menés par le fondateur officiel, l’oikiste Phalantos, prennent conseil auprès de l'oracle de Delphes, comme il est traditionnel dans un mouvement de colonisation. Selon certaines versions, l'oracle aurait en fait conseillé la localisation de Satyrion, située 12 km plus loin. La découverte de céramique du Géométrique tardif à Satyrion tend à accréditer la thèse d'une brève étape en ces lieux avant l'installation définitive à Tarente, qui occupe une position unique : elle offre un port bien protégé et de bonnes communications terrestres. Les Iapyges, population autochtone, sont chassés, probablement avant 700 av. J.-C. si l'on se fonde sur la découverte de poteries laconiennes du Géométrique tardif sur l'ancienne acropole de la cité. Par la suite, les liens entre Sparte et Tarente restent très étroits. Tarente restera la seule colonie lacédémonienne, sans doute parce que la conquête de la Messénie rendait inutile, au moins temporairement, la recherche de nouvelles terres.